# Marian Franciszek Kowalski
Marian Franciszek Kowalski, ps. „Marek” (ur. 3 grudnia 1895 w Radomiu, zm. 11 grudnia 1975) – podpułkownik piechoty Wojska Polskiego.

## Życiorys

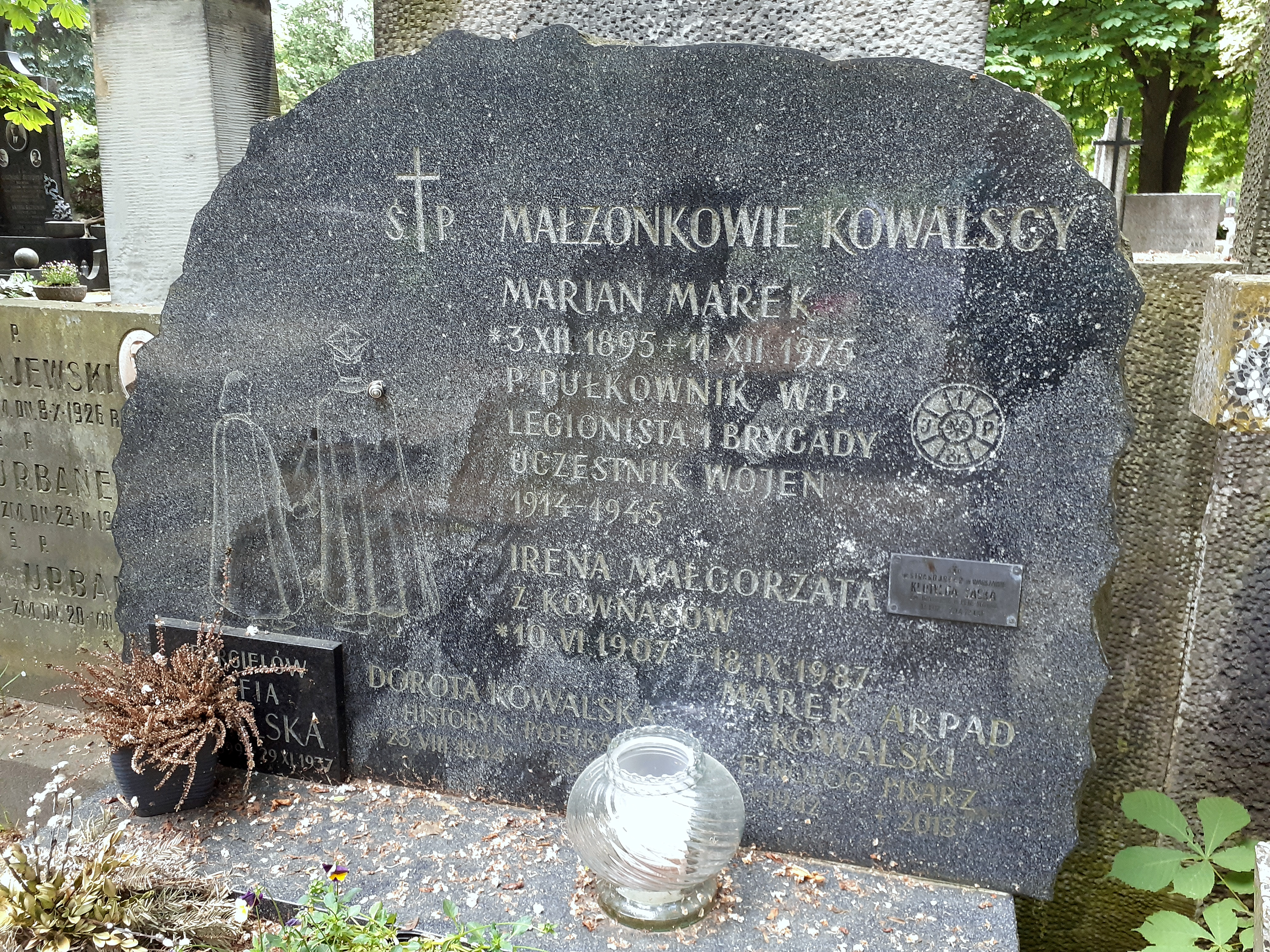
Grobowiec rodzinny Mariana Kowalskiego

Marian Kowalski urodził 3 grudnia 1895 jako syn Pawła i Władysławy z domu Wierzbowskiej. Jego ojciec był członkiem Organizacji Bojowej PPS.
Do 1914 uczył się w szkole handlowej. Po wybuchu I wojny światowej 15 lipca 1914 wstąpił do Legionów Polskich, w których od 22 lipca 1914 służył w 1 kompanii I batalionu 1 pułku piechoty. Został mianowany plutonowym. Po 1915 był internowany w obozie w Szczypiornie i w Łomży.
Po odzyskaniu przez Polskę niepodległości został przyjęty do Wojska Polskiego. W stopniu porucznika uczestniczył w wojnie polsko-bolszewickiej w szeregach 24 pułku piechoty. 3 lutego 1922 został awansowany do stopnia kapitana ze starszeństwem z dniem 1 czerwca 1919. W latach 20. pozostawał oficerem 24 pułku piechoty (do 21 września 1921 stacjonującego w garnizonie Suwałki, a później dyslokowanego do garnizonu Łuck), w tym w 1928 pełnił funkcję komendanta obwodowego przysposobienia wojskowego. Został awansowany do stopnia majora piechoty ze starszeństwem z dniem 1 stycznia 1930. W 1930 został przeniesiony do 27 pułku piechoty w Częstochowie na stanowisko obwodowego komendanta PW. W październiku 1932 został przesunięty na stanowisko dowódcy batalionu. W sierpniu 1935 został przeniesiony do Powiatowej Komendy Uzupełnień Sanok na stanowisko komendanta.
Służył w Sanoku pełnił stanowisko Sekcji Narciarskiej „Sanoczanka”, mającej siedzibę przy ulicy Jana III Sobieskiego 5 i działającej w ramach sanockiego koła Polskiego Towarzystwa Tatrzańskiego. W 1937 był członkiem zarządu klubu LKS Pogoń Lwów i kierownikiem sekcji narciarskiej.
W 1939 roku pełnił służbę w Komendzie Rejonu Uzupełnień Radom na stanowisku komendanta rejonu uzupełnień.
Po wybuchu II wojny światowej i kampanii wrześniowej był internowany na Węgrzech. Został jeńcem Oflagu III A Luckenwalde. Później awansowany do stopnia podpułkownika.
Zmarł 11 grudnia 1975. Został pochowany na Cmentarzu Powązkowskim w Warszawie (kwatera 107-5-17).
Marian Franciszek Kowalski był żonaty z Ireną Małgorzatą z Kownasów (1907–1987), z którą miał syna Marka (1942–2013), etnografa, pisarza i córkę Dorotę (1944–1999), historyka, poetkę.

## Ordery i odznaczenia
- Krzyż Niepodległości (9 listopada 1931)[16]
- Krzyż Walecznych (czterokrotnie)
- Srebrny Krzyż Zasługi (10 listopada 1928)[17]